# Davud Tuma
Davud Tuma (* 16. Mai 1996 in Gütersloh) ist ein deutscher Fußballspieler.

## Karriere
Nach seinen Anfängen in der Jugend des FC Gütersloh wechselte er im Sommer 2015 in die Jugendabteilung von Arminia Bielefeld. Im Sommer 2015 erfolgte sein Wechsel in die Regionalliga West. Anfang des Jahres 2017 wechselte er weiter in die Regionalliga Nordost zum FC Carl Zeiss Jena. Mit seinem neuen Verein schaffte er am Ende der Saison 2016/17 den Aufstieg in die 3. Liga. Zu seinem ersten Einsatz im Profibereich kam er am 22. Juli 2017, dem 1. Spieltag, bei der 0:1-Auswärtsniederlage gegen den SV Wehen Wiesbaden, als er in der 69. Spielminute für Matthias Kühne eingewechselt wurde.
Im Sommer 2019 gab der Chemnitzer FC die Verpflichtung Tumas bekannt. Nach einer Saison verließ er Chemnitz und wechselte in die Regionalliga Südwest zu den Kickers Offenbach. Nach Auslaufen seines Vertrages in Offenbach im Sommer 2022 war er zunächst vereinslos. Im September 2022 schloss er sich dann Rot Weiss Ahlen in der Regionalliga West an. Zur Saison 2023/24 wechselte er zum Ligarivalen SC Wiedenbrück.

## Trivia
Tuma nutzte im Januar 2016 die von den deutschen Behörden eröffnete Möglichkeit, den zwangsweise zugewiesenen türkischen Familiennamen Gügör abzulegen und seinen ursprünglichen, aramäischen Familiennamen Tuma wieder anzunehmen.